# Usui (Senegal)
Usui (Oussouye en francés, o Usuy en diola) es una comuna de la baja Casamance, al sur de Senegal.

## Administración
La población es la capital del Departamento de Oussouye, en la región de Ziguinchor. La residencia del Prefecto en Oussouye es un edificio clasificado.

## Geografía
Las localidades más próximas son Loudia Ouolof, Oukout, Kalobone, Sengalène, Kahinda, Édioungou, Djient, Kalounate y Siganaa. 

## Ciudades hermanadas
- Cabourg (Francia)
- Vorey-sur-Arzon (Francia)

## Galería

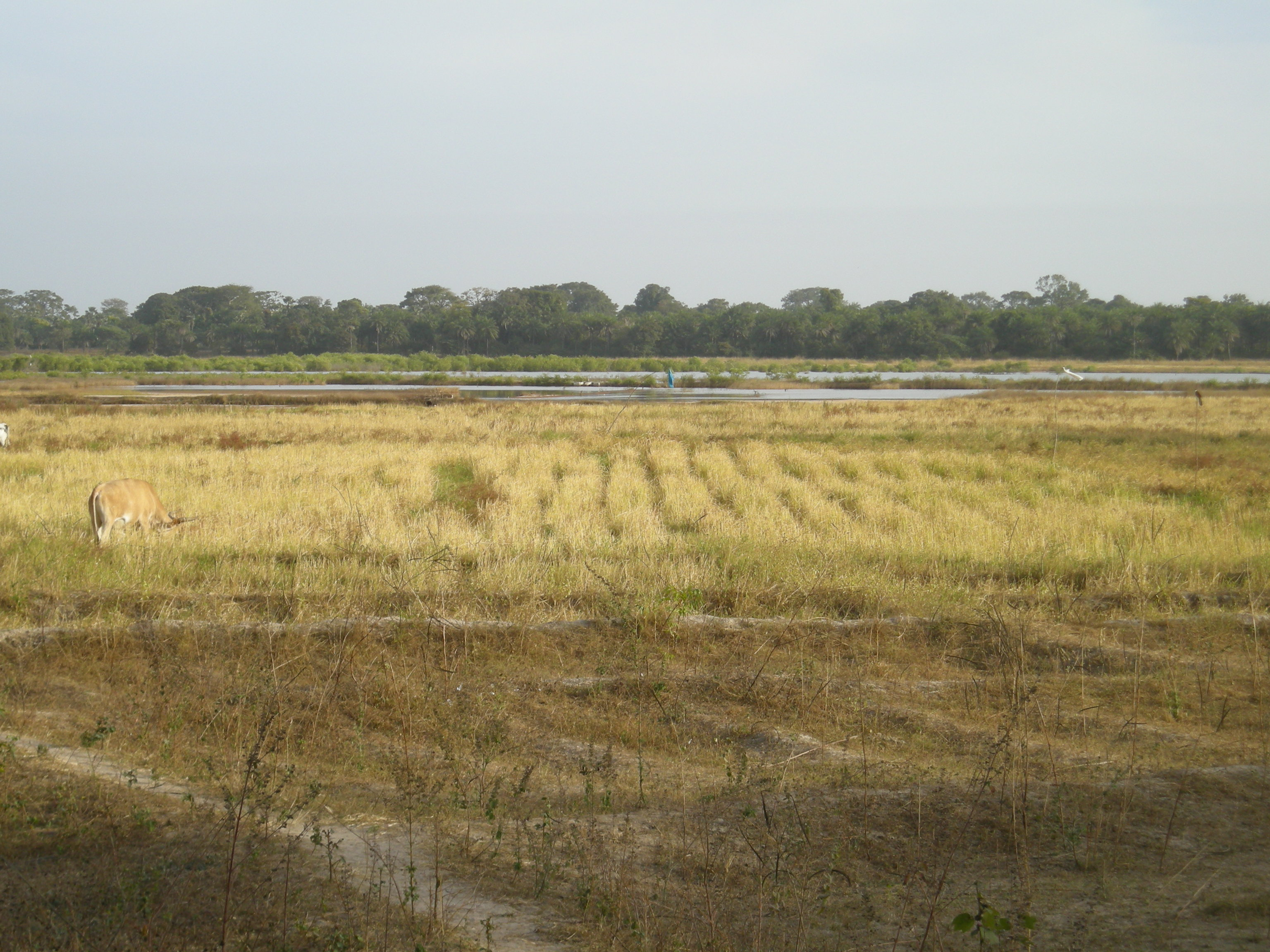
Arrozales después de la cosecha
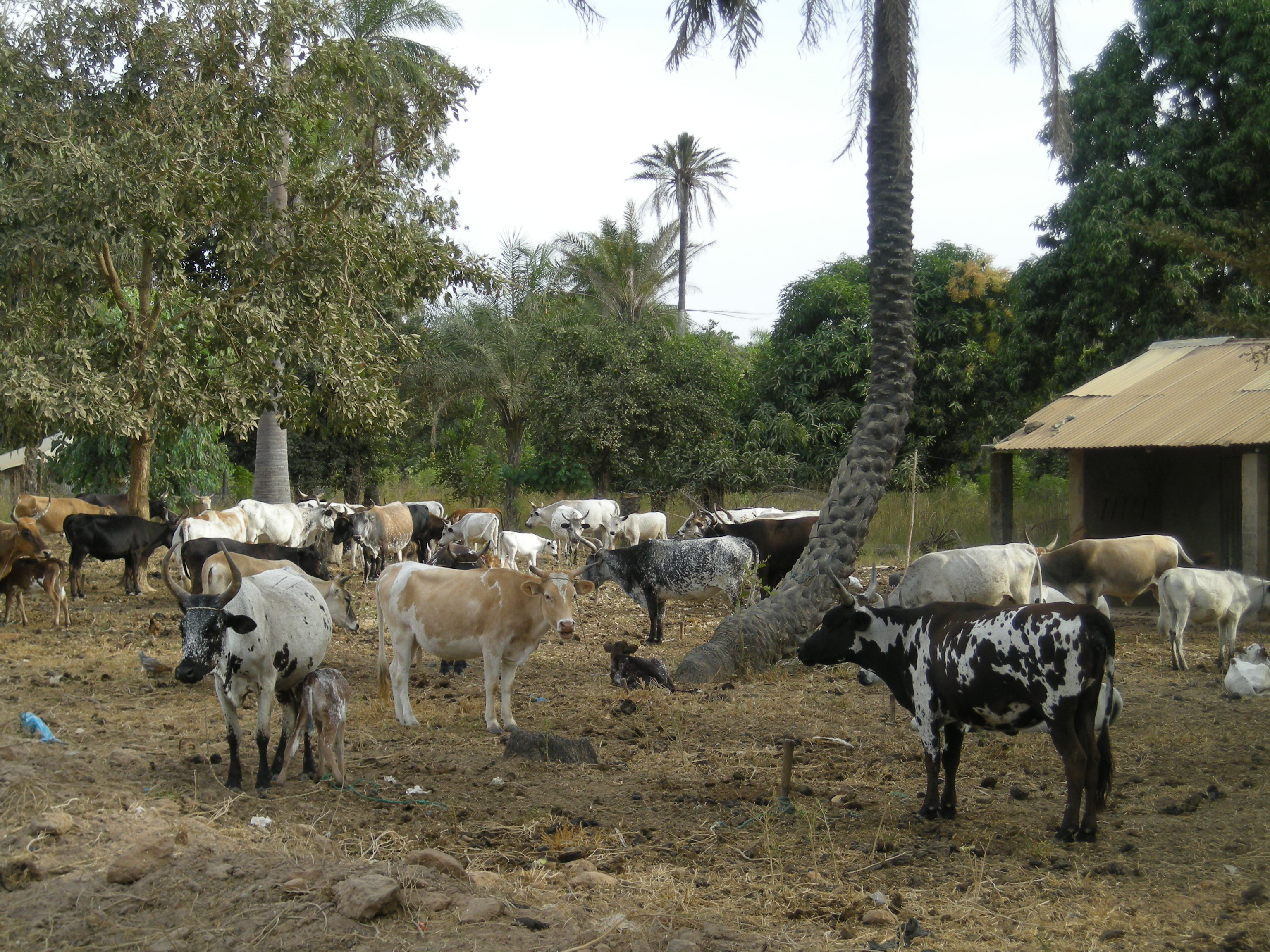
Lugar de pastoreo
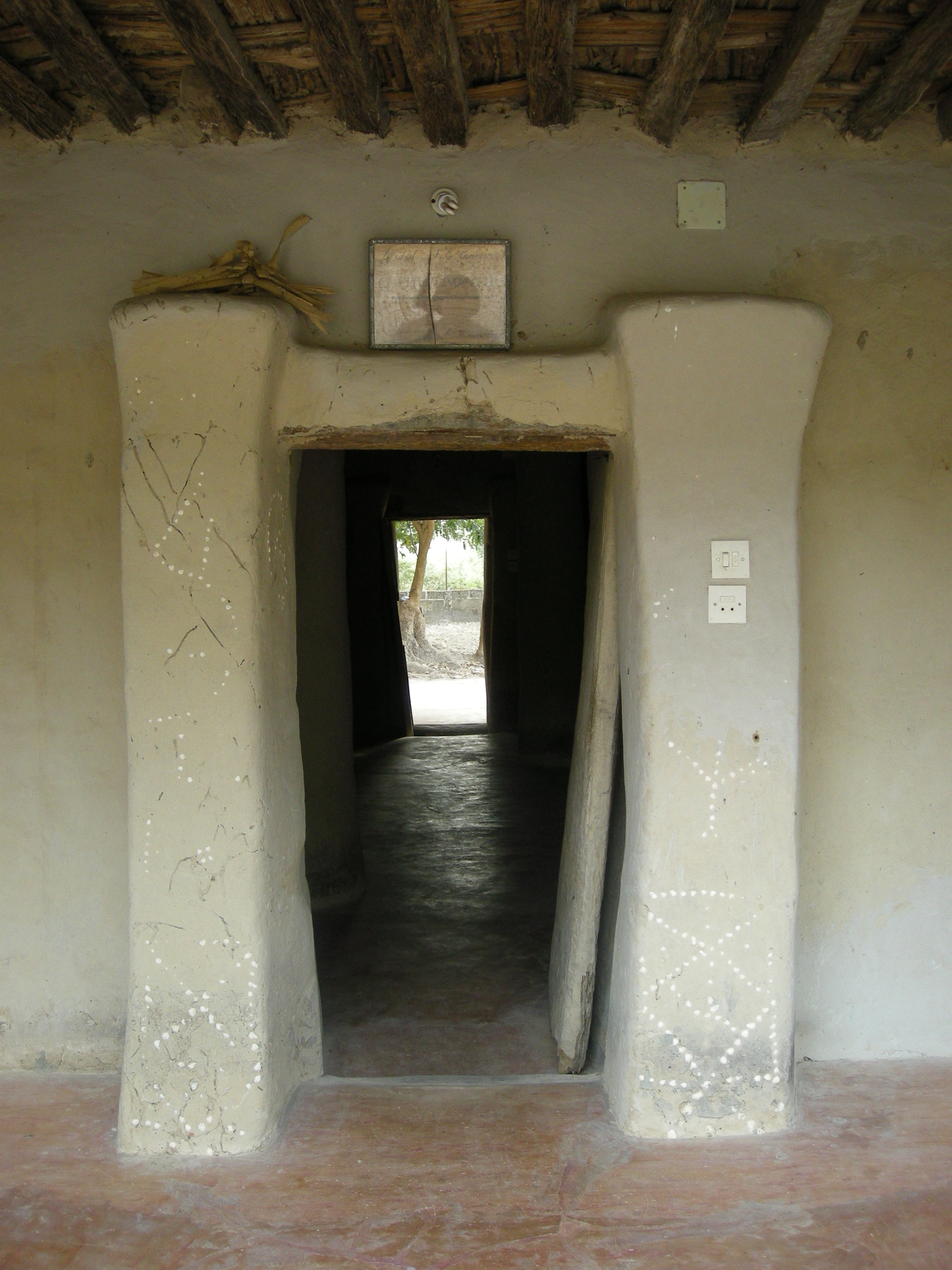
Arquitectura tradicional de un campamento rural
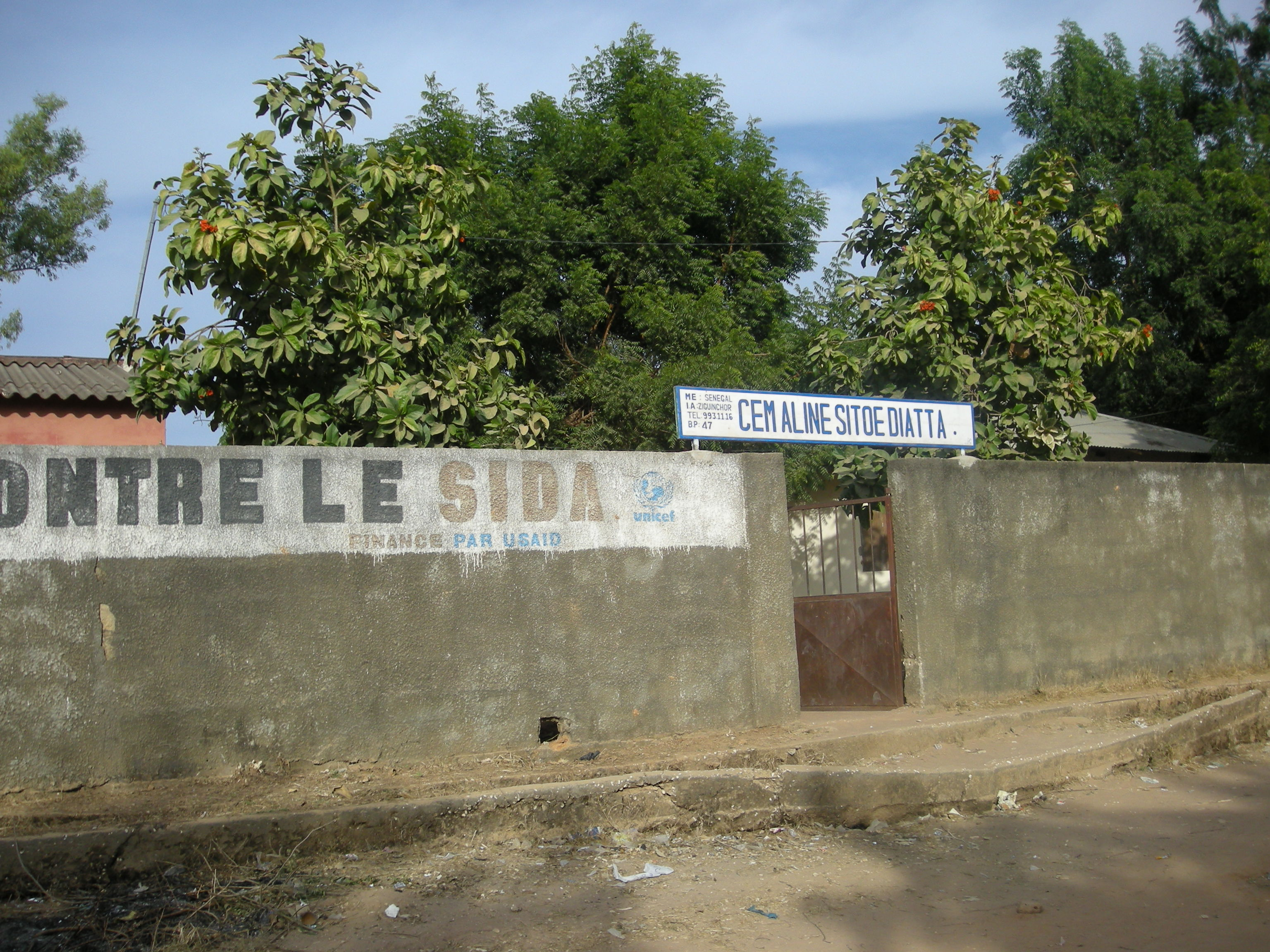
El CEM Aline Sitoé Diatta